# Hawk of the Hills (serial cinematografico)
Hawk of the Hills è un serial cinematografico del 1927 diretto da Spencer Gordon Bennet. Venne rimontato nel 1929 per produrre un lungometraggio.

## Trama
Una banda di indiani con a capo un meticcio noto come "The Hawk" deruba i cercatori d'oro in una valle californiana.

## Episodi
1. The Outlaws (distribuito il 28 agosto)
2. In the Talons of the Hawk (distribuito il 4 settembre)
3. Heroes in Blue (distribuito il 11 settembre)
4. The Attack (distribuito il 18 settembre)
5. The Danger Trail (distribuito il 25 settembre)
6. The Death Menace of Lost Canyon (distribuito il 2 ottobre)
7. Demons of the Darkness (distribuito il 9 ottobre)
8. Doomed to the Arrows (distribuito il 16 ottobre)
9. The House of Horror (distribuito il 23 ottobre)
10. The Triumph of Law and Law (distribuito il 30 ottobre)